# Tyresö församling
Tyresö församling är en församling i Södertörns kontrakt i Stockholms stift. Församlingen omfattar hela Tyresö kommun i Stockholms län och utgör ett eget pastorat.

## Administrativ historik
Församlingen bildades 31 mars 1636 genom en utbrytning ur Österhaninge församling. Omkring 1650 utbröts Dalarö församling.

### Pastorat
- 31 mars 1636 till omkring 1650: Församlingen utgjorde ett eget pastorat.[3]
- Omkring 1650 till 1 maj 1923: Moderförsamling i pastoratet Tyresö och Dalarö.[3]
- 1 maj 1923 till 1 januari 1944: Annexförsamling i pastoratet Saltsjöbaden och Tyresö.[3]
- Från 1 januari 1944 utgör församlingen ett eget pastorat.[3]

## Areal
Tyresö församling omfattade den 1 januari 1952 en areal av 72,17 km², varav 68,54 km² land. Efter nymätningar och arealberäkningar färdiga den 1 januari 1955 omfattade församlingen den 1 januari 1961 en areal av 72,36 km², varav 68,90 km² land.

## Kyrkor
- Bollmoradalens kyrka
- Trollbäckens kyrka
- Tyresö kyrka